# Irena Molga
Irena Molga (ur. 22 marca 1930 w Warszawie, zm. 17 września 2014) – polska artystka, malarka i projektantka pochodzenia żydowskiego.

## Życiorys
Przyszła na świat w zamożnej, zasymilowanej rodzinie żydowskiej Grossbaumów. W czasie okupacji hitlerowskiej trafili do getta. Irenę i jej młodszego brata Edka uratował, wyprowadzając na aryjską stronę, Bolesław Kupiecki (od 2002 Sprawiedliwy wśród Narodów Świata).
W 1944 Irena wstąpiła do batalionu kobiecego wojska polskiego. Postarzyła się o 2 lata. W 1945, kiedy skończyła się wojna, była w Bydgoszczy. Odnalazła ją ciotka, która przeżyła wojnę. Irena wyjechała do Gdańska. Zaczęła naukę w III Liceum Ogólnokształcącym (tzw. Topolówka). Potem uczyła się w Miejskiej Szkole Plastycznej w Gdyni, a następnie na Wydziale Architektury Wnętrz Państwowej Wyższej Szkoły Sztuk Plastycznych w Gdańsku. Studia skończyła w 1958.
W pierwszych latach po wojnie często bywała w Komitecie Żydowskim przy ul. Konopnickiej 8 we Wrzeszczu. Tam przychodziła, mając nadzieję na odnalezienie bliskich. Przyjaźnie, które tam nawiązała, przetrwały lata.
Pracowała w Przedsiębiorstwie Projektowo-Technologicznym „Promor”, dbając o kolorystykę budowanych w Stoczni Gdańskiej statków. Zajmowała się aranżacją stoczniowego zaplecza socjalnego. Stworzyła m.in. nieistniejącą już mozaikę ścienną w stołówce. Malowała, brała udział w wystawach indywidualnych (np. w 1966 w Salonie Sztuki Hotelu Bristol w Warszawie, w 1968 i 1970 w BWA w Gdyni). Jej prace pokazywano na wystawach zbiorowych (np. w 1968 w Dworze Artusa, w 1969 w Bielskiej Jesieni, w 1975 na wystawie Twórczość Kobiet Plastyczek w Muzeum Narodowym w Gdańsku). Nie zależało jej na sprzedaży obrazów. Rozdawała je przyjaciołom. Była popularna w środowisku artystycznym Trójmiasta i w grupie osób pochodzenia żydowskiego.
Należała do Związku Polskich Artystów Plastyków oraz Stowarzyszenia Żydów Kombatantów i Poszkodowanych w II Wojnie Światowej.
Została pochowana na Cmentarzu Srebrzysko w Gdańsku.
Jej córką jest malarka, ilustratorka i scenografka Anna Molga. W 2018 w ramach Festiwalu Zbliżenia w Nowej Synagodze w Gdańsku zorganizowano wystawę prac matki i córki pt. Dwa pokolenia: Irena – Anna.